# Jorge Silva Vieira
Jorge Silva Vieira, meglio noto come Jorge Vieira (Rio de Janeiro, 18 luglio 1934 – Rio de Janeiro, 24 luglio 2012), è stato un calciatore e allenatore di calcio brasiliano, di ruolo centrocampista.

## Biografia
Esterno destro di centrocampo o d'attacco del Madureira negli anni cinquanta, si distingue per essere un giocatore intrattabile e indisciplinato, costantemente espulso. Diplomatosi in educazione fisica a Rio de Janeiro, dopo aver concluso la propria carriera calcistica prematuramente all'età di 26 anni, si afferma nei decenni seguenti nel ruolo di allenatore in Messico, rinomato anche tra colleghi illustri come Carlos Alberto Parreira.
Nel 1956 inizia la sua carriera da allenatore partendo dal Madureira, nel 1957 vince il Torneio Início do Rio de Janeiro e l'anno dopo lavora per tre mesi nella Fluminense. Il 18 dicembre 1960 vince, a sorpresa, il campionato Carioca con l'America-RJ, squadra della quale era un grande appassionato: battendo per 2-1 la Fluminense al Maracanã, a 26 anni è l'allenatore più giovane della storia a vincere un titolo di tale importanza. Negli anni seguenti allena, tra le altre squadre, anche Vasco da Gama (1962-1963), América-MG per 59 partite nel 1967, Galícia 1968, Vitória, Botafogo, Bahia, Olaria, Sport Recife e i portoghesi del Belenenses.
Ottiene notorietà allenando il Coritiba nel 1976. Guida il Botafogo-SP, nel 1977, stagione durante la quale "boccia" Sócrates, poi diventato uno dei calciatori più importanti nella storia del calcio brasiliano, creando una formazione competitiva che si fa strada nel Paulistão –– vincendo la Taça Cidade de São Paulo, corrispondente alla prima fase del torneo –– ma che non riesce a vincerlo. Firma per il Palmeiras nel 1977 e l'anno seguente sfiora il titolo di campione del Brasile: arriva alla doppia finale persa con il Guarani. Successivamente è chiamato dall'Atlético Mineiro nel 1978, con cui disputa 14 match prima dell'esonero. Allena anche sulla panchina del Corinthians, dove ritrova Sócrates: vince due volte il campionato Paulista (1979 e 1983), allenando per un totale di 147 incontri, tuttavia, dopo essere subentrato a Mário Travaglini, il suo secondo successo arriva durante la «democrazia corinthiana» guidata dallo stesso Sócrates, i calciatori del club si autogestiscono e riescono a vincere il campionato statale.
Nel 1985 è chiamato sulla panchina della nazionale dell'Iraq durante il periodo di Saddam Hussein, del quale ottiene i favori: l'allenatore brasiliano qualifica l'Iraq al campionato del mondo 1986, primo Mondiale per la nazionale mediorientale, la squadra è competitiva, ma non riesce a ottenere nemmeno un punto nella fase a gironi con Messico, Paraguay e Belgio. Nel 1986 allena il Coritiba, poi torna prima al Corinthians nel biennio 1986-1987 poi in Messico, dove accetta l'incarico dell'América per la stagione 1987-1988: Vieira subentra a Cayetano Rodríguez il 15 novembre 1987 e al termine dell'annata vince il campionato messicano battendo l'Pumas UNAM 4-2 nella doppia finale e il torneo Campeón de Campeones sconfiggendo 3-2 il Puebla nella doppia finale. Nella stagione successiva, si ripete in entrambe le competizioni: nella finale di campionato supera il Cruz Azul (5-4) e in Supercoppa messicana, Vieira vince 2-1 ai supplementari in gara unica contro il Toluca. Allena anche la nazionale di El Salvador, Puebla, Tigres UANL, e Fluminense nel 1996, terminando l'attività nel 1999, in Messico. Nel gennaio 2007 ottiene l'incarico di direttore tecnico dell'America-RJ.
Muore nel 2012 a Rio de Janeiro a causa di un infarto.

## Palmarès

### Competizioni statali
- Torneio Início do Rio de Janeiro: 1

Madureira: 1957
- Campionato Carioca: 1

America: 1960
- Taça Cidade de São Paulo: 1

Botafogo: 1977
- Campionato paulista: 2

Corinthians: 1979, 1983

### Competizioni nazionali
- Campionato messicano: 2

America: 1987-1988, 1988-1989
- Campeón de Campeones: 2

America: 1987-1988, 1988-1989

### Videografia
- Federico Ferri e Federico Buffa, Storie Mondiali: Diegooooooooo! (1986), Sky Sport, 2014.